# Must B 21
Albums de will.i.am
Lost Change
(2001) Songs About Girls
(2007)
Must B 21 est le deuxième album solo de will.i.am, sorti le 23 septembre 2003. La chanson "Go!" figurait sur les jeux vidéo de basketball NBA Live 2005 et de football Madden NFL 2005.

## Liste des titres
1. "Take It" (avec KRS-One) – 2:49
2. "Nah Mean" (avec Phife) – 3:48
3. "B Boyz" (avec MC Supernatural) – 2:56
4. "Here 2 Party" (avec Flii, Planet Asia & Kron Don) – 3:12
5. "Bomb Bomb (Interlude)" – 0:23
6. "Bomb Bomb" (avec MC Supernatural) – 3:25
7. "Swing By My Way" (avec John Legend) – 3:49
8. "It's Okay" (avec Triple Seven & Dante Santiago) – 3:39
9. "Mash Out (Interlude)" – 0:28
10. "Mash Out" (avec MC Lyte & Fergie) – 3:09
11. "Ride Ride" (avec John Legend) – 3:16
12. "Sumthin' Special" (avec Niu, Dante Santiago & Taboo Nawasha) – 3:55
13. "Sumthin' Special (Interlude)" – 0:50
14. "I'm Ready (Y'all Ain't Ready for This)" (avec Phil da Agony, Tash & MC Supernatural) – 3:40
15. "We Got Chu" (avec Planet Asia & Flii) – 3:52
16. "Go! (Interlude)" – 1:32
17. "Go!" – 3:54

Enregistré par will.i.am &
mixé par Dylan "3-D" Dresdow